# Sympycnus rutilus
Sympycnus rutilus är en tvåvingeart som beskrevs av Becker 1922. Sympycnus rutilus ingår i släktet Sympycnus och familjen styltflugor. Inga underarter finns listade i Catalogue of Life.